# Чизолм (Миннесота)
Чизолм (англ. Chisholm) — город в округе Сент-Луис, штат Миннесота, США. На площади 12,3 км² (11,4 км² — суша, 0,9 км² — вода), согласно переписи 2002 года, проживают 4960 человек. Плотность населения составляет 435,8 чел./км².
- Телефонный код города — 218%post%
- FIPS-код города — 27-11386[1]
- GNIS-идентификатор — 0660998[2]